# Tinkerbots
Tinkerbots ist ein modulares Baukastensystem für Kinder, mit dem unterschiedliche Roboter gebaut werden können. Eine Steuerung der Roboter über eine App ist ebenso möglich wie per Aufnahme-Funktion Bewegungen aufzunehmen und anschließend abzuspielen. Tinkerbots-Bausteine sind zudem kompatibel mit Lego. Die Baukästen bestehen aus einem so genannten Powerbrain, aktiven Bewegungsmodulen wie Motoren oder Sensoren und passiven Bausteinen. Das Sortiment umfasste drei unterschiedliche Baukästen.
Tinkerbots wurde von der Kinematics GmbH in Deutschland hergestellt und über deren Online-Shop vertrieben.

## Aufbau des Systems
Die Tinkerbots-Baukästen bestehen aus drei Komponenten, die zusammengebaut einen Roboter ergeben, der bestimmte Bewegungen ausführen kann.

### Powerbrain
Das Powerbrain ist ein kleiner quadratischer Baustein, der mit Mikrocontrollern ausgestattet ist und damit Informationen an die angeschlossenen Module übermittelt. Zudem versorgt er über seinen Lithium-Ionen-Akku den Roboter mit Energie. Über eine USB-Schnittstelle kann das Powerbrain aufgeladen oder mit einem Computer verbunden werden. Eine Bluetooth 4.0-Schnittstelle verbindet das Powerbrain über eine App auch mit Mobilgeräten, um den Roboter zu steuern.

### Bewegungsmodule
Tinkerbots-Baukästen beinhalten unterschiedliche Bewegungsmodule, mit denen bestimmte Bewegungen ausgeführt werden. Dazu zählen unter anderem ein Motor, ein Greifarm sowie ein Gelenk.

### Cubies
Die so genannten Cubies sind unterschiedlich geformte Bausteine aus Kunststoff, die sich miteinander sowie mit Modulen und dem Powerbrain verbinden lassen.

## Geschichte
Leonhard Oschütz hatte 2009 im Rahmen einer Projektarbeit seines Produktdesign-Studiums an der Bauhaus-Universität in Weimar die Aufgabe, eine „Wunschmaschine“ zu entwerfen und erfand daraufhin den Prototyp des Tinkerbots-Baukastens. Die drei Gründer der Kinematics GmbH, Leonhard Oschütz, Christian Guder und Matthias Bürger, schlossen sich 2011 zusammen, um das Robotik-Spielzeug auf den Markt zu bringen. Mit Hilfe von Investoren und einer erfolgreichen Crowdfunding-Kampagne konnten die ersten Baukästen 2015 produziert und verschickt werden.
Seit 2018 zieht sich das Unternehmen aus dem Spielwarenmarkt zurück und konzentriert sich auf den Bildungsmarkt. Im Februar 2020 wurde für die Kinematics GmbH ein Insolvenzverfahren in Eigenverwaltung eröffnet. Laut Angaben des Geschäftsführers Udo Meining wurde der Antrag auf Eröffnung eines Insolvenzverfahren zurückgezogen.
2022 wurde erneut Insolvenz angemeldet.

## Auszeichnungen
- iF Design Award im Bereich Produkt 2016
- Best Product 2015, Computer Bild[10]
- CeBIT Innovation Award 2014[11]
- Kultur- und Kreativpiloten Deutschland 2013[12]
- Weconomy – Gewinner 2013[13]
- Leipziger Gründerpreis 2013[14]
- Robotdalen Innovation Award 2013[15]
- Gründerpreis Thüringen 2012[16]
- Jury Award bei den Designers Open 2012[17]
- Hauptpreis beim IKT Innovativ Gründerwettbewerb 2012[18]
- Innovationspreis Thüringen 2010 in der Kategorie Kommunikation und Medien des Thüringer Ministeriums für Wirtschaft, Arbeit und Technologie[19]
- Hochschulpreis der Bauhaus-Universität Weimar 2010